# 애플 II
애플 II(Apple II, 애플 투)는 애플 컴퓨터가 1977년에 만든 개인용 컴퓨터이다. 1970년대 말부터 80년대 전반에 걸쳐 개인용 컴퓨터 붐을 이끈 주역이었다. 이 글에서는 애플 II뿐만 아니라 후속 모델인 애플 II+, 애플 //e, 애플 //c, 애플 IIGS 등에 걸친 전반적인 발전을 소개한다.
애플 II 시리즈 대부분의 모델이 컴퓨터 키보드, 메인보드, 전원장치가 하나로 합쳐진 일체형으로 제작되었으며, 내부에 8개의 확장 슬롯이 있어 다양한 주변장치를 연결하여 사용할 수 있었다. 중앙 처리 장치로는 MOS 6502와 그 후속제품이 쓰였으며, 컬러 혹은 단색 디스플레이를 연결하거나 가정용 텔레비전으로 영상을 출력할 수 있었다. 저장 장치로는 초기에 전용 테이프 레코더가 쓰였으며, 이후에는 플로피 디스크 드라이버(5 1/4인치)가 많이 쓰였다. 애플 II가 시장에서 인기를 끌게 되면서 다양한 소프트웨어가 출시되었는데, 스프레드시트 프로그램인 비지칼크, 데이터베이스 프로그램인 dBASE, 워드프로세서인 워드스타 등 사무용 소프트웨어와 다양한 게임 소프트웨어, 교육용 소프트웨어들이 출시되어 이후 개인용 컴퓨터 혁명을 이끌게 되었다. 내장된 애플소프트 베이식으로 사용자가 다양한 프로그램을 직접 제작할 수 있었으며, 베이직 외에도 이전에는 대형 컴퓨터에서만 가능하였던 포트란, 코볼과 같은 언어와 새로운 컴퓨터 언어인 파스칼, C 등으로 프로그램을 제작할 수 있었다. 울티마, 위저드리 등 많은 역사적인 게임도 애플에서부터 시작되었다.
1980년대에는 대한민국에도 그 복제품이 많이 제작되어 보급되었으며, 삼성전자의 SPC-1000, 금성사의 패미콤 등의 8비트 컴퓨터들과 함께 첫 번째 개인용 컴퓨터 보급의 주역이 되었다.

## 탄생 과정
1976년 8월 최초의 애플 II가 탄생했고, PC 76 쇼에서 처음으로 선보였다. 애플 I은 최초로 키보드와 단말기를 가진 컴퓨터이고, 베이직 언어를 내장하고 있었으며, 카세트 레코더를 주변기기로 이용할 수 있는 획기적인 장치였다. 그러나 스티브 워즈니악에 따르면, 이는 애플 II에 비하면 간단한 프로그래밍이 가능한 단말기에 지나지 않는다고 했다. 그는 이에 만족하지 않고 바로, 텍스트뿐만 아니라 고해상도 그래픽과 컬러 모니터를 지원하고, 사운드 출력과 패들을 연결할 수 있는 컴퓨터를 디자인하기 시작했다. 또 훨씬 빨라진 속도의 디램(DRAM)을 채택한다. 애플 II는 개인이 디자인한 최후의 컴퓨터이다. 이후에는 여러 명이 함께 디자인하는 시대가 온다.

## 디자인
애플 II시리즈는 컴퓨터 사상 최초로 플라스틱 케이스를 쓴 제품이다. 당시 프리랜서 디자이너였던 제리 마녹이 디자인 한 이 컴퓨터는 스티브 잡스의 디자인 키워드인 부드러운 모서리, 차분한 색상, 가벼운 질감으로 제작되었다. 결과적으로 컴퓨터를 일부 매니아 계층이 조립해서 사용하는 제품에서 누구나 사용할 수 있는 소비재로 만드는데 공헌한 것은 디자인의 공이 매우 컸다.

## 모델

### 애플 II+
애플 II 플러스는 애플 II 시리즈의 가장 대표적인 모델이다. 대한민국에서 매킨토시 컴퓨터 이전 시대의 애플이라고 하면 대개 애플 II+를 일컫는다. 본체와 키보드가 일체형이었으며, 테이프 레코더와 플로피 디스크 드라이브를 사용했다. 주 기판과 자동 시동 ROM 개정이 1981년에 이르기까지 일곱 번 있었다. 이후 소문자 입력이 가능하게 되었다.

#### 사양
- CPU로 모스 테크놀로지(Mos Technology)의 6502 8비트 CPU를 사용하였다. 한편 Z-80 CPU 카드를 추가하면 Z-80 CPU 용으로 개발된 운영체제인 CP/M 및 관련 응용프로그램 등을 사용할 수 있었다.
- 기본 메모리 RAM 48 킬로바이트 (이후 64 킬로바이트로 확장), 롬 12KB
- 확장 슬롯 8개
- 40컬럼의 텍스트 모드, 저해상도(40x48) 그래픽 모드, 고해상도 그래픽 모드(280X192)
- 컴포지트 모니터 출력 단자
- 카세트 테이프 입출력 단자
- 글자판에 화살표 키가 왼쪽과 오른쪽 밖에 없다. 리셋 키가 있다.
- 게임 포트
- 내장 프로그래밍 언어 : 애플소프트 베이직
- 애플에서 나오는 플로피 디스크 드라이브를 쓰기 위해서는 I/O카드를 연결해야 했다.

### 애플 //e
1983년에 애플 //e가 나왔다. //e는 “향상된”이란 뜻의 “enhanced”라는 뜻을 가지고 있었다. 대표적으로 그래픽의 기능이 향상되어 해상도가 2배 늘어났다. 기본 메모리는 64KB로 향상되었다.
대한민국에서는 미래교역에서, 회사 이름을 딴 “MR 128”이라는 호환기종이 나왔다.

#### 사양
- 중앙 처리 장치: 6502A, 6502B, 65C02 3 메가 헤르츠 CMOS
- 기본 메모리: 64 킬로바이트
- 기존의 II+의 모든 모드 지원과 동시에 80컬럼의 텍스트 모드, 고해상도 그래픽 모드(560x192)
- 키보드에 빈 애플(open apple), 꽉찬 애플(solid apple) 키, 그리고 상하 화살표 키가 추가되었다.
- 나중에 마우스를 지원했으며, 마우스 텍스트라는 기호 글꼴을 담고 있었다.

### 애플 //c

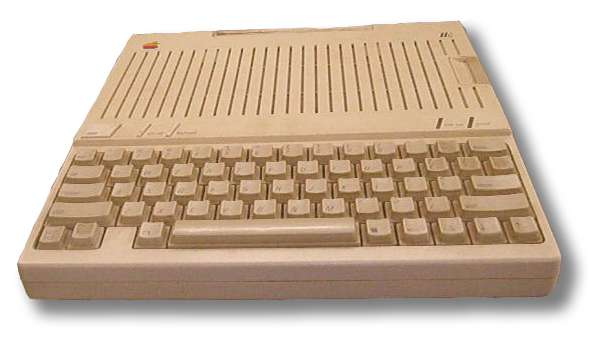
애플 //c. 휴대용이고 옆에 손잡이가 달려 있다.

1984년에는 휴대용 모델인 애플 //c가 나왔다. 얇은 본체 옆에는 디스크 드라이브가 내장되어 있었고, 손잡이가 달려 휴대할 수 있었다. 이와 유사한 호환기종으로 대만의 LASER 128이 있었다.

### 애플 IIGS
1986년 9월 15일 최초의 16비트 애플 컴퓨터인 애플 IIGS가 발표되었다. GS라는 이름은 Graphic과 Sound의 약자로 향상된 그래픽과 사운드를 갖추고 있었다. 미디 음원을 지원했다. 당시 비틀즈의 판권을 가지고 있는 애플 레코드가 음악에 대한 모든 상표권을 가지고 있었기 때문에 애플과 분쟁이 있었고, 애플은 GS를 끝으로 미디 음원을 포기하기로 했다. 당시 미국의 많은 초등학교에 애플 IIGS가 보급되었다.
대한민국에도 잠시 애플 IIGS가 수입되었다.
흔히 말하는 ROM1, ROM2, ROM3 버전이 있으며 Woz 버전은 스티브 워즈니악의 사인이 붙어 있는 한정판이 있었다.

#### 사양
- CPU : 65C816
- 4096색
- 엔소닉(Ensoniq) 5503 디지털 오실레이터 칩으로 오디오 구현

## 대표적인 프로그램

### 운영 체제
- 애플 도스(Apple DOS): 애플 탄생과 함께 이어져온 도스로 버전 3.3까지 나왔다. 버전 3 이후로는 16섹터로 디스크를 나눈다.
- 프로 도스(Pro-DOS): 80년대 중후반에 애플 사에서 새로 개발한 도스.
- CP/M: Z-80 CPU에서 돌아가는 범용 운영 체제. 따라서 Z-80이 탑재된 CP/M 카드가 필요하다.

그 밖에 애플 도스(Apple DOS)를 개량한 각종 도스가 있다. DAVID-DOS.

### 게임
- 로드런너 시리즈
- 가라데카
- 캡틴 굿나잇
- 카멘 센디에고 시리즈
- 울티마 시리즈
- 골든 올디스
- 드롤
- 팰로니
- 노라드
- 위저드리 시리즈
- 판타지 시리즈
- 스파이 대 스파이 시리즈
- 문 패트롤
- 마리오 형제
- 바즈테일
- 소드 오브 카다시
- 2400 A.D.

### 유틸리티
- 카피 2 플러스: Central Point Software에서 만들었고, 아이비엠의 PC Tools의 모체
- Essential Data Duplicator(EDD)
- Disk Muncher
- 뮤직 컨스트럭션 세트(Music Construcion Set)
- 비글베이식(BeagleBasic) : 1 Line 코딩을 이용한 다양한 프로그래밍 기법을 소개했다.
- 알파 플롯(Alpha Plot)
- 테이크 1(Take 1) - 유명한 그래픽편집기(DOT방식을 이용함)

### 사무용 프로그램
- 비지칼크(VisiCalc): 세계 최초의 스프레드시트 소프트웨어. VisiCorp.에서 만들었다. 후에 IBM PC 호환 기종에서 운영되는 로터스 1-2-3에게 밀려 시장에서 퇴출된다.

### 프로그램 개발 회사
- 오리진 시스템즈 (현 일렉트로닉 아츠)
- 일렉트로닉 아츠
- 시에라 엔터테인먼트
- 브로더번드
- 비글 브로스
- 액티비전
- Accolade

## 주변 기기
- 머킹보드: 사운드 카드
- 조이스틱: 조이스틱 단자에 꽂는다.
- 코알라 패드
- 패들: 소위 벽돌깨기를 하는 회전 제어 장치
- CP/M 카드: Z-80 중앙 처리 장치에서 가동하는 운영 체제인 CP/M을 사용할 수 있도록 해 주는 카드.
- 플로피 디스크 콘트롤러와 드라이브: 5.25인치 단면만 사용할 수 있다. 주로 6번이나 7번 슬롯에 꽂는다.
- 확장 메모리 카드 16K를 더 확장할 수 있다.
- 80컬럼 카드: 화면에서 한 줄에 80자를 표시해 준다. 주로 3번 슬롯에 꽂는다.
- 프린터 카드
- 과학 도구(Science toolkit): 간단히 집에서 할 수 있는 과학 실험 키트. 지진파 등을 재고 분석할 수 있다.
- 와일드카드 : 주로 게임의 크래킹에 사용된 카드. 카드와 연결된 버튼이 나와 있어 게임 부팅시 버튼을 누르면 어셈블리 모드로 빠져 디버깅할 수 있다.

## 대한민국에서의 역사

### 하드웨어
애플 II 시리즈 이후, 매킨토시 컴퓨터가 한동안 대한민국에 보급되기까지, 대한민국에는 애플 지사는 물론 대리점도 없었다. 그 대신 다양한 복제품이 만들어졌다.
- 로맥스: 로얄컴퓨터
- 말룸(MALUM)[3]
- HART-40: 애플2 호환기종 중에서도 보기 드문 키보드 분리형 컴퓨터였다.[4]
- 삼보컴퓨터-트라이젬20
- MR 128 : 애플 IIe 호환기종: 미래교역
- 세운상가의 Apple ][ Clone
- 아프로만

등이 있었다.

### 소프트웨어
- 《신검의 전설》 : 남인환이 만든 롤플레잉 게임이다. 순 한국말로 진행된다. 이후 후속작인 "신검의 전설 2 : 라이어"가 개발, 1995년에 출시되었다.
- 혹성대탈출 : 토피아에서 게임공모전을 통해 발매한 한국 최초의 액션 RPG게임이다.
- 한줄 한글: (One Line Hangul) 애플의 낮은 해상도 때문에 한글을 표현하려면(가령 CALL -3327한글) 두 줄이 필요했다. 한줄 한글은 한글 폰트를 단순화함으로써 1.5줄로 한글을 표현할 수 있었다. 사실은 이름처럼 한 줄(8비트 픽셀)에 모두 표시되는 한글은 아니다. 실행 후 한국 음악으로 보이는 음악이 연주되었다.
- 독립신문 : 애플 2 상 구동하는 전자출판 소프트웨어, 유홍준과 김호태가 만들었다.
- 한글 3 : 기능은 미약하지만 최초의 한글 WYSIWYG 워드프로세서
- 중앙한글 : 한글 3의 개량판
- CALL 3327 한글 : 명령행 상태에서 이용할 수 있는 램상주 형태의 한글 소프트웨어로, 당시 삼보 컴퓨터에 재직하던 류백현이 만든 것으로 알려져 있다. N-Byte 한글 체계로 되어 있어 소팅에 문제가 있었으나 다양한 업무용 소프트웨어가 이를 기반으로 제작되었다. 이름은 CALL -3327이란 명령어로 프로그램을 구동시켜서 그렇게 알려졌다.
- 엑스리온: 엑스리온의 한글판으로, 게임이 다 끝나면 "얼랠래 끝났다"라는 음성합성이 있었다.
- 작은별: 미래교역에서 만들 애플 //e 호환기종용 워드프로세서

한편, 1987년 저작권법이 발효되기 이전, 대한민국의 소프트웨어 문화는 불법복제의 시절이었다. 당시에는 저작권 의식이 희박하여, 모든 소프트웨어는 복사에 의존했다. 따라서 소프트웨어를 복사해 주는 "카피점"이 발달했다. 초기에는 당시 대한민국의 대표적인 전자상가인 세운상가의 러브리컴퓨터나 아프로만 등이 중심이었고, 나중에는 더어드 웨이브와 에이플러스 등 카피 회원점이 시작되었다. 당시의 컴퓨터 잡지인 컴퓨터 학습(후에 마이컴)이나 마이크로 소프트웨어에서도 하드웨어나 소프트웨어를 사고 파는 일이 있었다.

## 같이 보기
- 8비트 컴퓨터
- MSX
- SPC-1000
- 애플